# يتاجيما (هيروشيما)
يتاجيما هي مدينة تقع في جنوب غرب محافظة هيروشيما، اليابان. تبلغ مساحة هذه المدينة 100.97 (كم²)، ويبلغ عدد سكانها نسمة حسب إحصاء سنة 2008 م.

## أعلام
- ميغومي كوريهارا